# Марджъри Тирел
Марджъри Тирел е измислен герой от поредицата Песен за огън и лед от фантастичните романи на американския автор Джордж Р. Р. Мартин и неговата телевизионна адаптация Игра на тронове
За първи е спомената Марджъри още в Игра на тронове, където Ренли обмисля да я предложи за нова невеста на Робърт.  Впоследствие тя се появява за  в „Сблъсък на крале“ (1998), след като се омъжва за Ренли Баратеон и подкрепя претенцията му за Железния трон. След убийството на Ренли домът Тирел сменят предаността си и предлагат Марджъри да се омъжи за за крал Джофри Баратеон. За първи път обаче нейният характер е развит във „Вихър от мечове“ (2000). Тя става популярна сред гражданите на Кралски чертог чрез различните си благотворителни дейности. Марджъри създава приятелски отношения с бившата годеница на краля Санса Старк и чрез Санса тя научава много за истинската същност на Джофри. Марджъри се жени за Джофри, но той е отровен на сватбеното им пиршество. В Пир за врани (2005) Марджъри се омъжва за по-малкия брат на Джофри, Томен, и го насърчава да се утвърди като крал. Нарастващото влияние на Марджъри над Томен я поставя в ожесточена борба за власт с майка му Церсей Ланистър, която в крайна сметка завършва с това, че Церсей обвинява Марджъри в прелюбодейство. В „Танц с дракони“ (2011) Марджъри е освободена от затвора и поставена под домашен арест, където чака процес.
В серила на HBO Марджъри е изиграна от английската актриса Натали Дормър роля, за която е получила признание от критиците. Марджъри е един от най-популярните поддържащи герои както в книгите, така и в телевизионното предаване и често се цитира като виден пример за силните жени.

## Описание на характера
Марджъри е единствената дъщеря на Алери Хайтауър и Мейс Тирел, владетели на Планински рай По-големите ѝ братя са наследникът Уилас, Гарлан и Лорас, Рицарят на цветята, който е член на Кралската гвардия. Едно от най-богатите и мощни семейства в Вестерос, Домът Тирел всъщност се ръководи от лейди Олена, майката на Мейс, която е уредила браковете на Марджъри и я наставничи в политиката и съдебните интриги. Марджъри Тирел не е персонаж от гледна точка в романите, така че нейните действия са свидетелни и тълкувани през очите на Санса Старк и Церсей Ланистър

## Сюжетни линии
Марджъри се появява за първи път в "Сблъсък на крале“ (1998), след като се омъжва за Ренли Баратеон и подкрепя претенцията му за Железния трон. След убийството на Ренли домът Тирел сменят предаността си и предлагат Марджъри да се омъжи за за крал Джофри Баратеон. Във „Вихър от мечове“ (2000) тя става популярна сред гражданите на Кралски чертог чрез различните си благотворителни дейности. Марджъри създава приятелски отношения с бившата годеница на краля Санса Старк и чрез Санса тя научава много за истинската същност на Джофри. Марджъри се жени за Джофри, но той е отровен на сватбеното им пиршество. В Пир за врани (2005) Марджъри се омъжва за по-малкия брат на Джофри, Томен, и го насърчава да се утвърди като крал. Нарастващото влияние на Марджъри над Томен я поставя в ожесточена борба за власт с майка му Церсей Ланистър, която в крайна сметка завършва с това, че Церсей обвинява Марджъри в прелюбодейство. В „Танц с дракони“ (2011) Марджъри е освободена от затвора и поставена под домашен арест, където чака процес.

## ТВ адаптация
В сериала на HBO Игра на тронове историята и сюжетът на Марджъри в първите сезони остават до голяма степен непроменени от тези в романите, въпреки че персонажът е по-забележим в поредицата и в тази версия Марджъри не е тийнейджър. Марджъри се появява за първи път във втория сезон, след брака си с Ренли; тя добре осъзнава, че нейният брак е политически и показва прагматизъм по отношение на хомосексуалността на Ренли и връзката му с брат ѝ Лорас.

### Сезон 2
Марджъри е омъжена за Ренли, разкрива, че е наясно с романтичните му отношения с брат ѝ и е готова да заобиколи желанията му, за да осигури техния съюз и собствената си позиция. След убийството на Ренли, Марджъри показва на Питър Бейлиш, че е наясно, че нейният зет, Станис Баратеон, е по-вероятно да стои зад убийството, отколкото Бриен от Тарт, официалният заподозрян. Тя също така ясно посочва, че нейната амбиция е да бъде кралица на Вестерос и че няма да се задоволи с нищо по-малко.

### Сезон 3
Марджъри се премества в Кралски чертог и е настанена в Червената цидатела. Тя бързо доказва, че е един от малкото хора, способни да влияят на Джофри, което се харесва на дядо му Тивин Ланистър, но я прави враг в Церсей. Поредицата също така разширява приятелството на Марджъри и Санса Старк, въпреки че мотивите ѝ са неясни и Марджъри бързо замества Санса като годеница на Джофри. Чрез няколко проницателни връзки с обществеността към бедните и сираци в града, Марджъри става изключително популярна и обичана сред обикновените хора като тяхна бъдеща кралица.

### Сезон 4
Марджъри Тирел е омъжена за Джофри Баратеон, но овдовява часове по-късно, когато той е отровен на сватбеното им тържество. Скоро след това Олена се разкрива като ръководител на отравянето, Марджъри вече наясно че процесът срещу Тирион Ланистър е фарс, си замълчава. Уредени са споразумения за сватба на Марджъри с по-малкия брат на Джофри, Томен Баратеон. Съперничеството между Церсей и Марджъри. Церсей негодува че е изместена като кралица и е принудена да омъжи съвсем малкото си дете за много по-възрастната Марджъри

### Сезон 5
Марджъри и Томен се женят и тя най-накрая става кралица на Седемте кралства. Тя се подиграва на Церсей заради нейния триумф и увещава Томен да изпрати Церсей далеч от столицата. Церсей в недалновиден опит да се отърве от съперницата си, се съгласява Вярата на Седемте отново да има власт. Церсей възнамерява ревностно пламенния религиозен орден да хване и осъди Лорас за неговото хомосексуално поведение, като по този начин подмами Марджъри да излъже, отричайки знанието за неговите наклонности. Марджъри се оказва арестувана и чака процес, въпреки че Церсей също е арестувана заради нейното кръвосмесително поведение.

### Сезон 6
След време в плен на Марджъри е позволено да посети Лорас в килията му. Тя открива, че той започва да се пречупва от разпитите на Вярата и че срещата е трик за да пречупят и нея. Джайм Ланистър води армията на домът Тирел, за да осигури освобождаването на Марджъри, но се разбира, че тя е била освободена, убеждавайки Томен да сключи съюз между Вярата и Короната. За да успокои Церсей, Марджъри тайно убеждава баба си Олена да се върне в Планински рай, като едва доловимо показва, че тя все още е лоялна на Тирелите.
Марджъри убеждава Върховния врабец, лидера на Вярата, да освободи Лорас, ако той отстъпи правото си като наследник на дома Тирел и се присъедини към Вярата. Въпреки това, когато Церсей не пристига за изпитането си, Марджъри разбира че Церсей е намислила нещо. Изпадайки в паника, тя отчаяно се опитва да убеди Върховния врабец да евакуира септата. Върховния врабец отказа малко по-късно септата е унищожена по заповед на Церсей. В нея умират Марджъри заедно със стотици други присъстващи. Нейната смърт и смъртта на нейния брат и баща карат Олена да приеме предложението на Пясъчните змии в подкрепа на Денерис Таргериан за нахлуване във Вестерос.